# Ogyris
Ogyris is een geslacht van vlinders van de familie Lycaenidae, uit de onderfamilie Theclinae.

## Soorten
- O. abrota Westwood, 1851
- O. aenone Waterhouse, 1902
- O. amaryllis Hewitson, 1862
- O. aurantiaca Rebel, 1912
- O. barnardi Miskin, 1890
- O. catharina Felder, 1865
- O. doddi Waterhouse & Lyell, 1914
- O. faciepicta Strand, 1911
- O. genoveva Hewitson, 1853
- O. halmaturia Bethune-Baker, 1905
- O. hewitsoni Waterhouse, 1902
- O. ianthis Lower, 1900
- O. idmo Hewitson, 1862
- O. iphis Waterhouse & Lyell, 1914
- O. meeki Rothschild, 1900
- O. olane Hewitson, 1862
- O. oroetes Hewitson, 1862
- O. otanes Felder, 1865
- O. waterhouseri Bethune-Baker, 1905
- O. zosine Hewitson, 1853